# Anthony Gogo Nwedo
Anthony Gogo Nwedo CSSp (* 1912 in Oguta, Britisch-Westafrika; † 12. Februar 2000) war ein nigerianischer Ordensgeistlicher und römisch-katholischer Bischof von Umuahia.

## Leben
Anthony Gogo Nwedo trat der Ordensgemeinschaft der Spiritaner bei und empfing am 29. Juli 1945 das Sakrament der Priesterweihe.
Am 19. Februar 1959 ernannte ihn Papst Johannes XXIII. zum ersten Bischof von Umuahia. Der Erzbischof von Onitsha, Charles Heerey CSSp, spendete ihm am 17. Mai desselben Jahres die Bischofsweihe; Mitkonsekratoren waren der Bischof von Owerri, Joseph Brendan Whelan CSSp, und der Weihbischof in Onitsha, John of the Cross Anyogu.
Am 2. April 1990 nahm Papst Johannes Paul II. das von Nwedo aus Altersgründen vorgebrachte Rücktrittsgesuch an.
Anthony Gogo Nwedo nahm an allen vier Sitzungsperioden des Zweiten Vatikanischen Konzils teil.